# Casummit Creek
Casummit Creek är ett vattendrag i Kanada.   Det ligger i provinsen Ontario, i den sydöstra delen av landet, 1 400 km nordväst om huvudstaden Ottawa.
I omgivningarna runt Casummit Creek växer i huvudsak barrskog. Trakten runt Casummit Creek är nära nog obefolkad, med mindre än två invånare per kvadratkilometer.